# غريغ ريتشاردز
غريغ ريتشاردز (بالإنجليزية: Greg Richards) هو منافس ألعاب قوى بريطاني، ولد في 25 أبريل 1956.

## وصلات خارجية
- غريغ ريتشاردز على موقع أوليمبيديا (الإنجليزية)
- غريغ ريتشاردز على موقع اللجنة الأولمبية البريطانية (الإنجليزية)